# Луговской, Мичеслав Емельянович
Мечислав Емельянович Луговской (1918—1955) — сержант Рабоче-крестьянской Красной Армии, участник Великой Отечественной войны, Герой Советского Союза (1944).

## Биография
Мечислав Луговской родился 24 октября 1918 года в Луганске. После окончания начальной школы работал на предприятиях в родном городе. В 1939 году Луговской был призван на службу в Рабоче-крестьянскую Красную Армию. Участвовал в польском походе. С июня 1941 года — на фронтах Великой Отечественной войны. В одном из боёв был легко ранен.
К ноябрю 1943 года сержант Мечислав Луговской командовал отделением 1137-го стрелкового полка 339-й стрелковой дивизии 56-й армии Северо-Кавказского фронта. Отличился во время Керченско-Эльтигенской операции. 11 ноября 1943 года во время боёв у завода имени Войкова в Керчи Луговской, заменив собой погибшего пулемётчика, вёл огонь по противнику, что способствовало успешным действиям остальных подразделений. В бою за село Капканы (ныне — в черте Керчи) отделение Луговского проникло во вражеский тыл и вызвало в немецких частях панику, после чего четыре часа отражали атаки. В том бою Луговской лично уничтожил 7 вражеских солдат.
Указом Президиума Верховного Совета СССР от 16 мая 1944 года за «образцовое выполнение боевых заданий командования на фронте борьбы с немецкими захватчиками и проявленные при этом отвагу и геройство» сержант Мечислав Луговской был удостоен высокого звания Героя Советского Союза с вручением ордена Ленина и медали «Золотая Звезда».
В 1944 году Луговской был демобилизован по ранению. Проживал в станице Крымской Краснодарского края. Скоропостижно скончался 12 мая 1955 года, похоронен в Крымской.
Был также награждён орденом Отечественной войны 2-й степени и рядом медалей.